# Ladislav Pohrobek
Ladislav Pohrobek, nebo Holec (německy/latinsky Ladislaus Postumus, 22. února 1440 Komárno – 23. listopadu 1457 Praha) z rodu Habsburků byl od 10. listopadu 1444 uherský (formální korunovace dokonce již 15. května 1440) a od 28. října 1453 český král.

## Král dítě

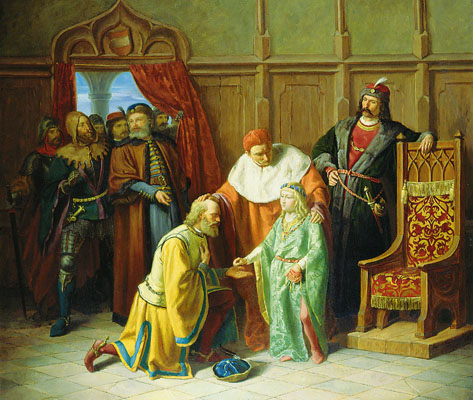
Ladislav Pohrobek jako dítě, autor Karel Javůrek (1815–1909)

Byl čtvrtým dítětem českého, uherského a německého krále a rakouského vévody Albrechta II. (V.) Habsburského a jeho choti Alžběty Lucemburské, dcery císaře Zikmunda. Protože se narodil až čtyři měsíce po smrti svého otce, byl nazýván pohrobkem. V době jeho nezletilosti za něj rozhodoval zemský sněm. Jeho matka se všemožně snažila prosadit synova dědická práva především na vládu v Uhrách, kde měl jeho nároky hájit Jan Jiskra z Brandýsa, kterého přijala do svých služeb. Také nechala ukrást svatoštěpánskou uherskou korunu, k čemuž využila dvorní dámu Helenu Kottannerovou. Zařídila i Ladislavovu korunovaci ve Stoličném Bělehradě 15. května 1440, necelé tři měsíce po narození. Uherský sněm však Ladislavovy nároky odmítl a zvolil si za svého panovníka polského krále Vladislava III. Důvodem bylo stoupající turecké nebezpečí, které vyžadovalo, aby v čele království stál dospělý král, schopný řídit obranu země.
V Čechách propukla po Albrechtově smrti anarchie. Stavové začali hledat kandidáta na český trůn, nemohli však najít žádného vhodného. O českou korunu nebyl zájem. Královský majetek byl většinou rozkraden, to, co zůstalo, bylo ve špatném stavu. Přední šlechtické rody konaly výpady proti sousedícím panstvím. V této situaci byla 20. června 1440 v Praze učiněna královská volba – sbor 46 volitelů, mezi nimi i pozdější král Jiří z Poděbrad, dal své hlasy Albrechtu Bavorskému, synovci královny Žofie, manželky zemřelého Václava IV. Albrecht mluvil česky a dlouho pobýval na pražském dvoře. Zřejmě právě na základě znalosti neutěšených českých poměrů však Albrecht nabízenou korunu odmítl.
Koncem roku 1442 zemřela dvouletému Ladislavu Pohrobkovi také matka a poručníkem se stal jeho strýc Fridrich III. Habsburský, který byl po Albrechtově smrti zvolen římským králem, později se stal i římským císařem. Ten jej v podstatě držel na dolnorakouském hradě Orth jako svého zajatce a používal k nátlaku na politické protivníky. Mohl tak zasahovat do vlády v českých a rakouských zemích a zároveň těžit z příjmů, které mladému následníkovi trůnu z jeho zemí plynuly; v roce 1451 se na hradě Mailberg uskutečnilo zasedání tzv. Mailberské jednoty, jehož výsledkem byla žádost zástupců stavů z Horních a Dolních Rakous ke králi Fridrichovi, aby Ladislava Pohrobka propustil.
Roku 1444 padl Vladislav III. Jagellonský na křížové výpravě proti Turkům u Varny (proto dostal přízvisko Varnenčík). Poté uherský sněm uznal dědické nároky Ladislava Pohrobka a přijal ho za svého krále. Správcem království po dobu Ladislavovy nezletilosti se stal slavný vojevůdce, sedmihradský vojvoda Jan Hunyadi. V té době pobýval Ladislav ve Vídni, a to až do r. 1453, kdy odjel jako český král do Prahy na korunovaci. V českých zemích byl přijat nejdříve na Moravě. Na počátku léta 1453 přijel do Brna, kde kolem poloviny července přijal hold moravských stavů. To vyvolalo negativní reakci ze strany českých stavů, podle kterých to měli být čeští stavové, kdo přijme nového panovníka jako první a ne moravští. Následně odcestoval do Jihlavy a 19. října vstoupil na půdu Čech. Slavnostní vjezd do pražských měst se uskutečnil 24. října a ten samý den se ubytoval v Králově dvoře. Odtud vyrazil v neděli 28. října 1453 na Pražský hrad, kde byl téhož dne ve Svatovítské katedrále korunován. Přítomný korunovaci byl i zemský správce Jiří z Poděbrad, který sídlil na Starém městě pražském již od r. 1448.
Pobyt Ladislava Pohrobka na Králově dvoře se protáhl do neděle 24. listopadu 1454, kdy odjel na sjezd do Vratislavi, odkud v únoru 1455 odcestoval do Vídně. Po ročním pobytu odcestoval z Vídně do Uher (Budín) a k tureckým hranicím (Bělehrad), do Témešváru a zpět před Budín do Vídně (leden 1456 - červen 1457).
V březnu 1457 nechal popravit syna Jana Hunyadiho Ladislava Hunyadiho, který byl obviněn z vraždy Ulricha Celjského – Pohrobkova příbuzného a dlouholetého ochránce. Tato poprava vyvolala v Uhrách takový odpor, že Pohrobek se rozhodl odjet do Vídně, kde strávil 3 letní měsíce.
S Jiřím z Poděbrad se domluvil na svatbě s fr. princeznou a také na tom, že se tato svatba uskuteční v Praze. A tak 19. září opustil Vídeň, po 10 dnech přijel do Prahy a ubytoval se opět v Králově dvoře.

## Záhadné úmrtí

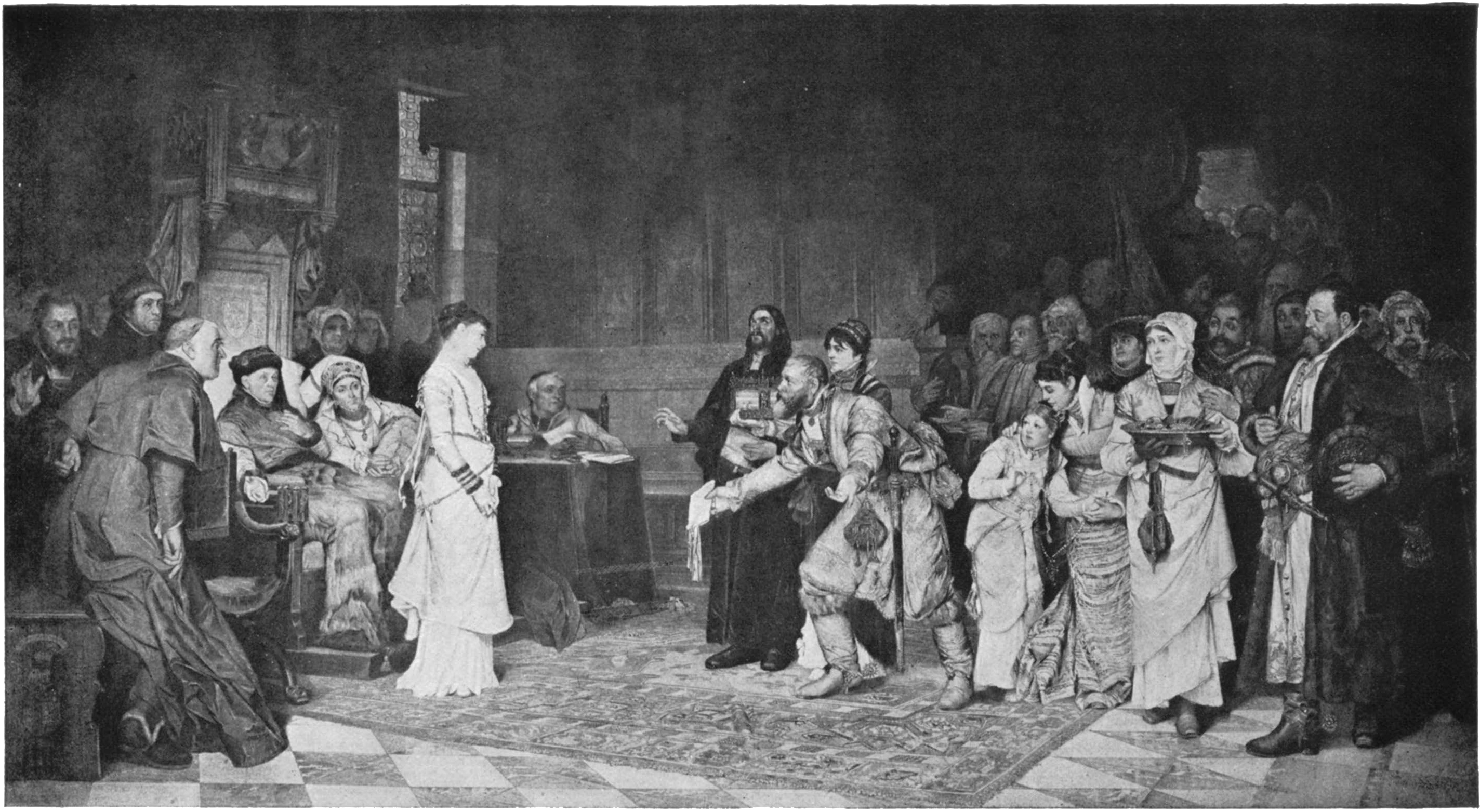
Václav Brožík: Vyslanci českého krále Ladislava žádají v jeho zastoupení Karla VII. o ruku jeho dcery (čb. knižní reprodukce)

Mladý král si Prahu zvolil za své rezidenční město.
V Praze se též měla uskutečnit jeho svatba s francouzskou princeznou Magdalenou, dcerou krále Karla VII. Do Francie bylo vysláno poselstvo v čele s českým šlechticem Zdeňkem ze Šternberka, které mělo požádat o princezninu ruku a doprovodit nevěstu do Čech. Během příprav na svatbu však sedmnáctiletý král náhle onemocněl a po třech dnech zemřel.
Vzhledem k tomu, že se zdánlivě těšil plnému zdraví, vznikla v té době i později celá řada dohadů o možné příčině královy smrti. Na králově těle byly patrné výrazné hematomy. Jedni usuzovali na otravu a podezřívali z královraždy Jiřího z Poděbrad, který poté získal český trůn. Další domněnkou bylo, že šlo o morovou nákazu. 
Teprve 19. listopadu 1984 byla komisionálně otevřena tumba krále Ladislava v hrobce českých králů v katedrále sv. Víta na Pražském hradě a kosterní pozůstatky odvezeny do Národního muzea v Praze k laboratornímu vyšetření a k průzkumu. Nejprve byla prokázána autenticita kostry, že patří jmenovanému králi. Dále bylo zjištěno, že byl na svou dobu poměrně vysoké postavy, 172 cm, středně robusrtní, s dobře vyvinutým svalstvem a s dosud neuzavřenými růstovými chrupavkami. Antropolog MUDr. Emanuel Vlček po vyšetření králových kosterních pozůstatků zjistil, že byly prostoupeny  mnohočetnými patologickými ložisky od velikosti špendlíkové hlavičky až po velikost mince. Tato ložiska vystupovala z hloubky kostní tkáně a na povrch kostí a vytvářela různě velké nepravidelné otvory. Maximum jich bylo soustředěno na mozkovně v temenních partiích lebky, dále na lopatkách, na pánvi. Došel k názoru, že Ladislav trpěl akutní hemoblastomatózou lymfatického typu, čili zhoubou krevní chorobu typu leukémie, která u něj propukla pravděpodobně již za pobytu ve Vídni v létě 1457.

## Dědictví

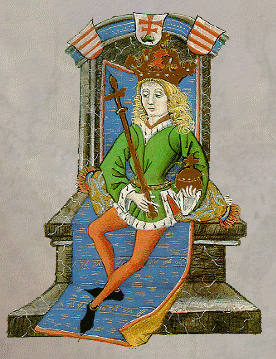
Ladislav Pohrobek

Ladislavovou smrtí skončil první pokus v dějinách střední Evropy vytvořit mohutné podunajské soustátí, jejž inicioval Ladislavův děd Zikmund Lucemburský. Toto soustátí, které mohlo nastavit hráz pronikání Osmanů do nitra Evropy, bylo odsouzeno k zániku právě v okamžiku, kdy bylo obrany nejvíce zapotřebí, krátce po dobytí Konstantinopole Turky.
Spor o dědictví po Ladislavu Pohrobkovi postavil na řadu desetiletí proti sobě dvě v té době nejmocnější dynastie ve střední Evropě: Habsburky, kteří se snažili uhájit to, co získal Albrecht II. sňatkem s dědičkou Lucemburků Alžbětou, a Jagellonce, opírající své nároky na českou a uherskou korunu o dědická práva Ladislavovy sestry Alžběty Habsburské, s níž se roku 1454 oženil polský král a litevský velkokníže Kazimír IV.
Ovládnout české a uherské království a připojit je k dosavadním državám by pro oba rody znamenalo získat převahu ve východní části střední Evropy. Naděje císaře Fridricha III. ani Kazimíra Jagellonského se však nesplnily, neboť v Uhrách i v zemích Koruny české byli zvoleni králové z domácích šlechtických rodů, Hunyadiho syn Matyáš zvaný Korvín a Jiří z Poděbrad.

## Vývod z předků
|                   |                                     |  |                 |                              |  |  |  |  |  |  |  | Albrecht II. Moudrý |
|                   |                                     |  |                 |                              |  |  |  |  |  |  |  |                     |
|                   | Albrecht III. Habsburský            |  |                 |                              |  |  |  |  |  |  |  |                     |
|                   |                                     |  |                 |                              |  |  |  |  |  |  |  |                     |
|                   |                                     |  |                 | Johana z Pfirtu              |  |  |  |  |  |  |  |                     |
|                   |                                     |  |                 |                              |  |  |  |  |  |  |  |                     |
|                   | Albrecht IV. Rakouský               |  |                 |                              |  |  |  |  |  |  |  |                     |
|                   |                                     |  |                 |                              |  |  |  |  |  |  |  |                     |
|                   |                                     |  |                 | Fridrich V. Norimberský      |  |  |  |  |  |  |  |                     |
|                   |                                     |  |                 |                              |  |  |  |  |  |  |  |                     |
|                   | Beatrix Hohenzollernsko-Norimberská |  |                 |                              |  |  |  |  |  |  |  |                     |
|                   |                                     |  |                 |                              |  |  |  |  |  |  |  |                     |
|                   |                                     |  |                 | Alžběta Míšeňská             |  |  |  |  |  |  |  |                     |
|                   |                                     |  |                 |                              |  |  |  |  |  |  |  |                     |
|                   | Albrecht II. Habsburský             |  |                 |                              |  |  |  |  |  |  |  |                     |
|                   |                                     |  |                 |                              |  |  |  |  |  |  |  |                     |
|                   |                                     |  |                 | Ludvík IV. Bavor             |  |  |  |  |  |  |  |                     |
|                   |                                     |  |                 |                              |  |  |  |  |  |  |  |                     |
|                   | Albrecht I. Bavorský                |  |                 |                              |  |  |  |  |  |  |  |                     |
|                   |                                     |  |                 |                              |  |  |  |  |  |  |  |                     |
|                   |                                     |  |                 | Markéta II. Henegavská       |  |  |  |  |  |  |  |                     |
|                   |                                     |  |                 |                              |  |  |  |  |  |  |  |                     |
|                   | Johana Žofie Bavorská               |  |                 |                              |  |  |  |  |  |  |  |                     |
|                   |                                     |  |                 |                              |  |  |  |  |  |  |  |                     |
|                   |                                     |  |                 | Ludvík I. Břežský            |  |  |  |  |  |  |  |                     |
|                   |                                     |  |                 |                              |  |  |  |  |  |  |  |                     |
|                   | Markéta Břežská                     |  |                 |                              |  |  |  |  |  |  |  |                     |
|                   |                                     |  |                 |                              |  |  |  |  |  |  |  |                     |
|                   |                                     |  |                 | Anežka Hlohovská             |  |  |  |  |  |  |  |                     |
|                   |                                     |  |                 |                              |  |  |  |  |  |  |  |                     |
| Ladislav Pohrobek |                                     |  |                 |                              |  |  |  |  |  |  |  |                     |
|                   |                                     |  |                 |                              |  |  |  |  |  |  |  |                     |
|                   |                                     |  | Jan Lucemburský |                              |  |  |  |  |  |  |  |                     |
|                   |                                     |  |                 |                              |  |  |  |  |  |  |  |                     |
|                   | Karel IV.                           |  |                 |                              |  |  |  |  |  |  |  |                     |
|                   |                                     |  |                 |                              |  |  |  |  |  |  |  |                     |
|                   |                                     |  |                 | Eliška Přemyslovna           |  |  |  |  |  |  |  |                     |
|                   |                                     |  |                 |                              |  |  |  |  |  |  |  |                     |
|                   | Zikmund Lucemburský                 |  |                 |                              |  |  |  |  |  |  |  |                     |
|                   |                                     |  |                 |                              |  |  |  |  |  |  |  |                     |
|                   |                                     |  |                 | Bohuslav V. Pomořanský       |  |  |  |  |  |  |  |                     |
|                   |                                     |  |                 |                              |  |  |  |  |  |  |  |                     |
|                   | Alžběta Pomořanská                  |  |                 |                              |  |  |  |  |  |  |  |                     |
|                   |                                     |  |                 |                              |  |  |  |  |  |  |  |                     |
|                   |                                     |  |                 | Alžběta Piastovna            |  |  |  |  |  |  |  |                     |
|                   |                                     |  |                 |                              |  |  |  |  |  |  |  |                     |
|                   | Alžběta Lucemburská                 |  |                 |                              |  |  |  |  |  |  |  |                     |
|                   |                                     |  |                 |                              |  |  |  |  |  |  |  |                     |
|                   |                                     |  |                 | Herman I. Celjský            |  |  |  |  |  |  |  |                     |
|                   |                                     |  |                 |                              |  |  |  |  |  |  |  |                     |
|                   | Herman II. Celjský                  |  |                 |                              |  |  |  |  |  |  |  |                     |
|                   |                                     |  |                 |                              |  |  |  |  |  |  |  |                     |
|                   |                                     |  |                 | Kateřina Bosenská            |  |  |  |  |  |  |  |                     |
|                   |                                     |  |                 |                              |  |  |  |  |  |  |  |                     |
|                   | Barbora Cellská                     |  |                 |                              |  |  |  |  |  |  |  |                     |
|                   |                                     |  |                 |                              |  |  |  |  |  |  |  |                     |
|                   |                                     |  |                 | Jindřich VII. ze Schaunbergu |  |  |  |  |  |  |  |                     |
|                   |                                     |  |                 |                              |  |  |  |  |  |  |  |                     |
|                   | Anna ze Schaunbergu                 |  |                 |                              |  |  |  |  |  |  |  |                     |
|                   |                                     |  |                 |                              |  |  |  |  |  |  |  |                     |
|                   |                                     |  |                 | Uršula Gorická               |  |  |  |  |  |  |  |                     |
|                   |                                     |  |                 |                              |  |  |  |  |  |  |  |                     |